# West Union (Virgínia de l'Oest)
West Union és una població dels Estats Units a l'estat de Virgínia de l'Oest. Segons el cens del 2000 tenia 806 habitants.

## Demografia
Segons el cens del 2000, West Union tenia 806 habitants, 345 habitatges, i 219 famílies. La densitat de població era de 841,1 habitants per km².
Dels 345 habitatges en un 28,1% hi vivien nens de menys de 18 anys, en un 47,8% hi vivien parelles casades, en un 12,2% dones solteres, i en un 36,5% no eren unitats familiars. En el 33,3% dels habitatges hi vivien persones soles el 19,7% de les quals corresponia a persones de 65 anys o més que vivien soles. El nombre mitjà de persones vivint en cada habitatge era de 2,34 i el nombre mitjà de persones que vivien en cada família era de 2,9.
Per edats la població es repartia de la següent manera: un 23,1% tenia menys de 18 anys, un 7,4% entre 18 i 24, un 23% entre 25 i 44, un 22,8% de 45 a 60 i un 23,7% 65 anys o més.
L'edat mediana era de 43 anys. Per cada 100 dones de 18 o més anys hi havia 79,7 homes.
La renda mediana per habitatge era de 18.300 $ i la renda mediana per família de 21.875 $. Els homes tenien una renda mediana de 25.000 $ mentre que les dones 19.688 $. La renda per capita de la població era de 10.539 $. Entorn del 28,3% de les famílies i el 33,8% de la població estaven per davall del llindar de pobresa.

## Poblacions més properes
El següent diagrama mostra les poblacions més properes.